# Берлогівська сільська рада
| Берлогівська сільська рада — орган місцевого самоврядування у Рожнятівському районі Івано-Франківської області з адміністративним центром у с. Берлоги. Водоймища на території, підпорядкованій даній раді: річка Лімниця. Сільській раді підпорядковані населені пункти: - с. Берлоги |

## Склад ради
Рада складається з 16 депутатів та голови.

### Керівний склад ради
| ПІБ                      | Основні відомості                                                 | Дата обрання | Дата звільнення |
| ------------------------ | ----------------------------------------------------------------- | ------------ | --------------- |
| Ясінець Ірина Миколаївна | Сільський голова, 2006 року народження, освіта, позапартійна      | 26.03.2006   | 31.10.2010      |
| Ясінець Ірина Миколаївна | Сільський голова, 1957 року народження, освіта вища, позапартійна | 31.10.2010   |                 |

Примітка: таблиця складена за даними джерела